# Literatur der französischsprachigen Schweiz
Die französischsprachige Schweiz, oft auch Romandie oder Welschland genannt, umfasst den westlichen Teil der Schweiz, und zwar die protestantischen Kantone Genf, Waadt, Neuenburg, die katholischen Kantone Jura sowie die zweisprachigen Kantone Freiburg und Wallis; als auch Teile des Kantons Bern.
Weil die französischsprachigen Kantone der Schweiz keine homogene Einheit bilden, vereint die westschweizerische Literatur zahlreiche Kultureinflüsse in sich, welche sich einerseits von jenen des Nachbarstaats Frankreich unterscheiden, und auch einen anderen Blickwinkel im Gegensatz zu den anderen Sprachregionen der Schweiz zulassen.

## Die französische Sprache

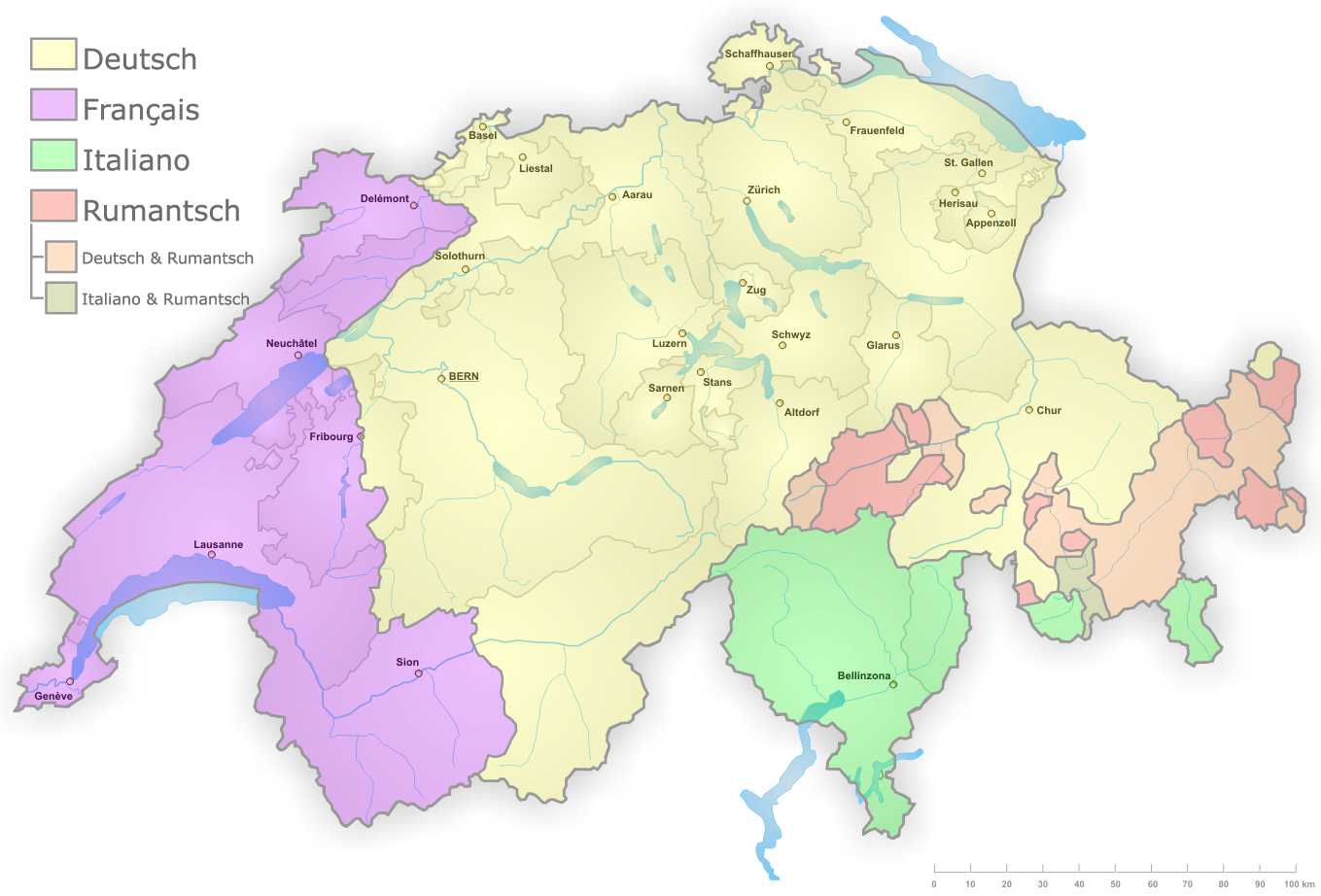
Sprachkarte der Schweiz, mit den frankophonen Gebieten in violett

Diese romanische Sprache hat allerdings nie literarische Bedeutung besessen und musste bald der französischen Sprache weichen, die seit dem 13. Jahrhundert ausschliesslich Amts- und Schriftsprache wurde; sie blieb aber noch lange die Sprache des platten Landes (patois romand, siehe: Schweizer Französisch) und existiert literarisch eigentlich nur in einigen Versionen des berühmten Kuhreihens (ranz des vaches). Trotz der gemeinsamen Sitten und Sprache hat jedoch politische Einheit unter ihnen nie bestanden, sie gehörten lange verschiedenen Herrschaftsgebieten an und haben es an Eifersüchteleien und Feindseligkeiten untereinander nicht fehlen lassen.
Erst seit der Gründung des schweizerischen Bundesstaates im Jahre 1848 machte sich hin und wieder nationales Bewusstsein geltend, und erst in diese Zeit datiert man Schweiz die Anfänge einer Nationalliteratur, obwohl nicht zu leugnen ist, dass auch dann die Hauptorte Genf, Lausanne, Neuchâtel und Freiburg, auf die sich die geistige Bewegung konzentrierte, ihren Sonderinteressen nachgingen und im Banne des Kantönligeistes jeder zentralisierenden Richtung misstrauisch entgegentraten. Die Hauptrolle spielte stets Genf, teils wegen seiner ausgezeichneten Lage, teils weil es im 16. Jahrhundert der Hauptsitz der französischen Reformation wurde; seit dieser Zeit erlangte es europäische Bedeutung.

## Spätmittelalter

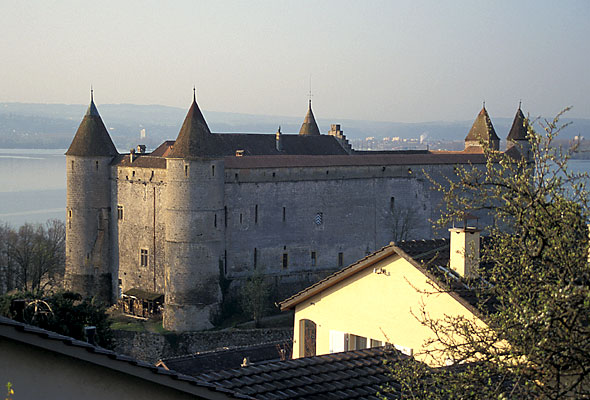
Schloss Grandson

Die Zeit vor der Reformation hat in literarischer Beziehung nicht viel Bemerkenswertes aufzuweisen. Einige liebenswürdige Gedichtchen des tapfern Ritters Otto von Grandson aus dem 14. Jahrhundert (entdeckt und veröffentlicht von A. Piaget 1889), Chroniken, die von den Heldentaten der Schweizer in den Kriegen mit Karl dem Kühnen berichten, mehrere Mystères und Soties, die zum Teil schon von hugenottischem Geiste durchweht sind, das ist alles. Die interessanteste Persönlichkeit ist noch der Gefangene von Chillon, François Bonivard (1493–1570), dessen Chronik die mannhafte Gegenwehr der Stadt Genf gegen die Herrschaftsgelüste des Herzogs von Savoyen schildert, und der in diesen Kämpfen seine Überzeugung mit langjähriger Gefangenschaft büssen musste.

## Reformation

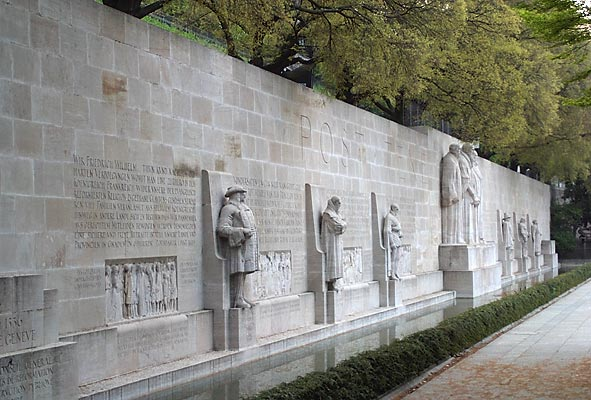
Das Reformationsdenkmal in Genf

Bonivard führt uns schon mitten in die Reformationszeit hinein; denn als er 1536 infolge der Eroberung des Waadtlandes durch die Berner seine Freiheit erhielt, hatte Guillaume Farel schon die Herzen vieler Genfer Bürger der neuen Lehre gewonnen und Johannes Calvin bewogen, sich in Genf niederzulassen, Farel ging nach Neuchâtel und begründete hier die Reformation; in Lausanne wirkte Pierre Viret, ein tüchtiger Gelehrter, einflussreicher Prediger und geschickter Polemist.

### Calvin

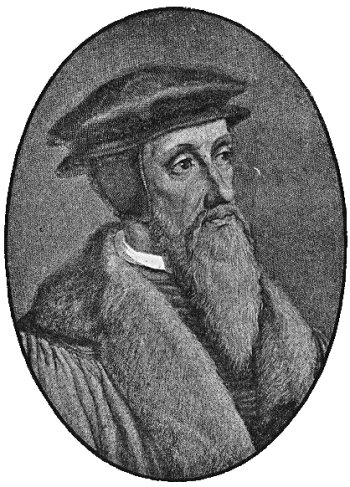
Johannes Calvin

Calvin entwickelte in Genf eine erstaunliche Tätigkeit: er begründete die Kirche angesichts der Feinde, machte die Bibel zur Grundlage des Staates, reinigte die Sitten, unterdrückte die innern Zwistigkeiten, brachte, da er eigentlich mehr Humanist als Theologe war, die Studien zu Ehren und richtete den höheren Unterricht an der neugegründeten Akademie ein, an der nun Pastoren, Lehrer und Gelehrte für ganz Europa ausgebildet wurden. Er war ein Meister der französischen Sprache (die Franzosen nennen ihn einen der Väter ihrer Sprache), und seine umfassende literarische Tätigkeit hat hauptsächlich dazu beigetragen, Genf zu seiner einflussreichen Stellung zu erheben. Der Buchhandel nahm einen kolossalen Aufschwung, in den Druckereien wurden die reformatorischen Schriften nicht nur für Frankreich, sondern auch für Deutschland, Holland, England gedruckt, und zahlreiche Humanisten, wie Mathurin Cordier, Henri Estienne, Robert Estienne, François Hotman, Isaac Casaubon, Beroaldus u. a., nahmen in Genf vorübergehenden oder dauernden Aufenthalt. Dazu kamen ca. 2000 Flüchtlinge aus Frankreich und Italien, die ihre Kunst und ihren Gewerbfleiss, aber auch ihre starren republikanischen Ideen und die traurige Stimmung der Verbannung mitbrachten. Calvin und seine Amtsgenossen führten ein strenges Regiment, und so konnte es nicht ausbleiben, dass sich Sitten und Lebensführung gänzlich änderten. Die Stadt bekam ein ernstes, mürrisches Antlitz: mit Härte wurde die Kirchenzucht geübt, Spiele und Zerstreuungen, Aufwand in Kleidung, Essen und Trinken waren verpönt, jede sündhafte und unanständige Äusserung wurde streng bestraft.

### Théodore de Bèze

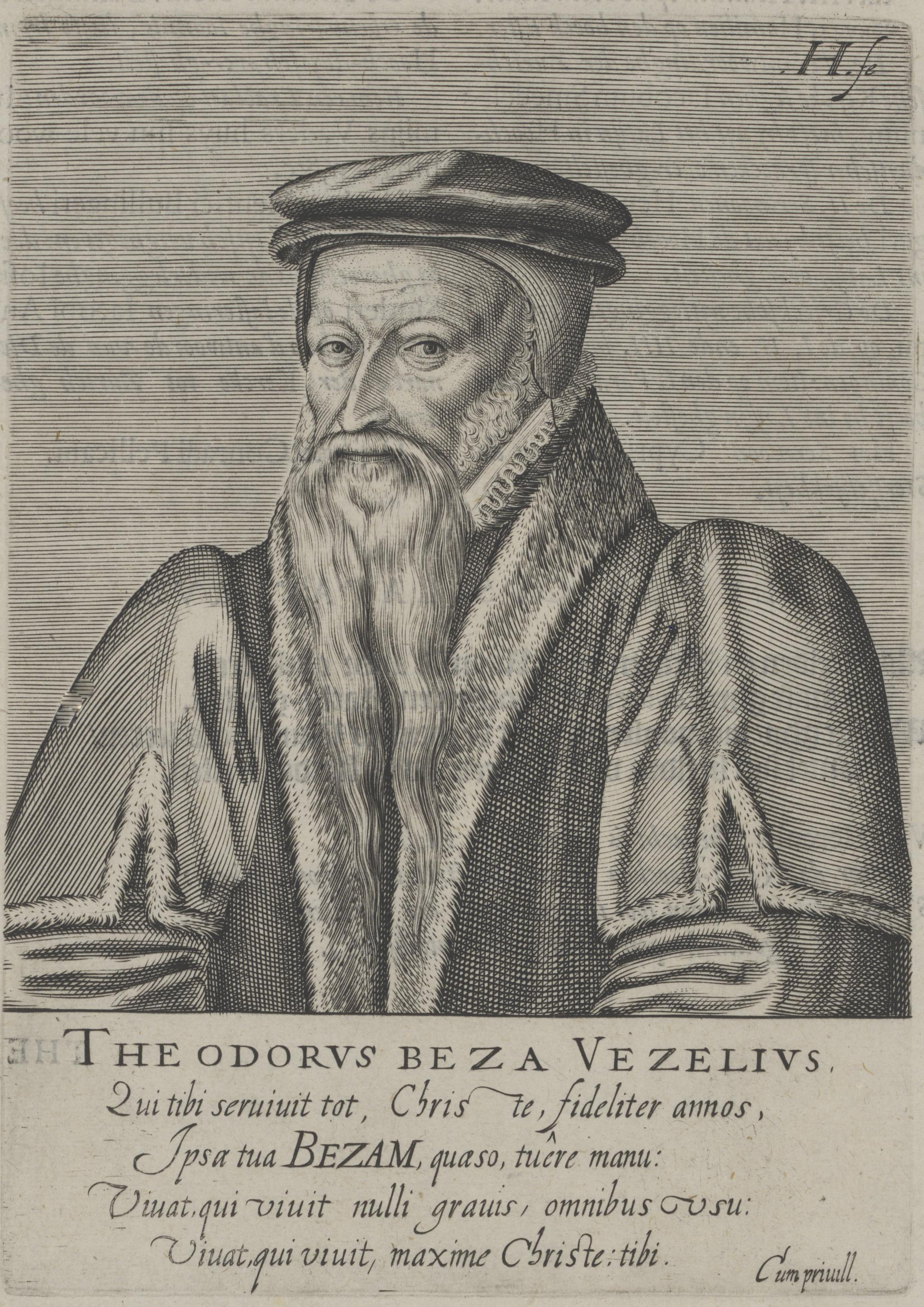
Théodore de Bèze

Nach Calvins Tod (1564) galt Théodore de Bèze unbestritten als das Haupt des französischen Protestantismus. In seiner Jugend hatte er anderen Anschauungen gehuldigt, wie seine leichtfertigen Jugendgedichte beweisen; in Genf aber war er durch die mächtige Persönlichkeit Calvins bezwungen und bekehrt worden und wirkte nun 42 Jahre lang als Lehrer und Prediger mit grossartigem Erfolg. In Charakter, Geschmack und Neigung das Gegenteil seines strengen Freundes, als Schriftsteller ihm nicht gewachsen, übertraf er ihn doch an Anmut und Eleganz; seine zahlreichen satirischen und polemischen Schriften zeigen den glänzenden Redner, und seine Psalmenübersetzung (siehe Genfer Psalter) ist nicht ohne dichterischen Schwung. Überhaupt steht in dieser Periode fast alle literarische Thätigkeit im Dienste der Religion, und anderseits sind die, die den Musen opferten, fast durchweg Pastoren und Pastorensöhne. So ist auch Bezas einzige Tragödie, Le sacrifice d’Abraham, weiter nichts als eine eindringliche Predigt, und die einzigen Gedichte, die poetisches Gefühl verraten, sind von dem Neuenburger Pfarrer Blaise Hory hinterlassen.

### Weiterer Einfluss der Reformation

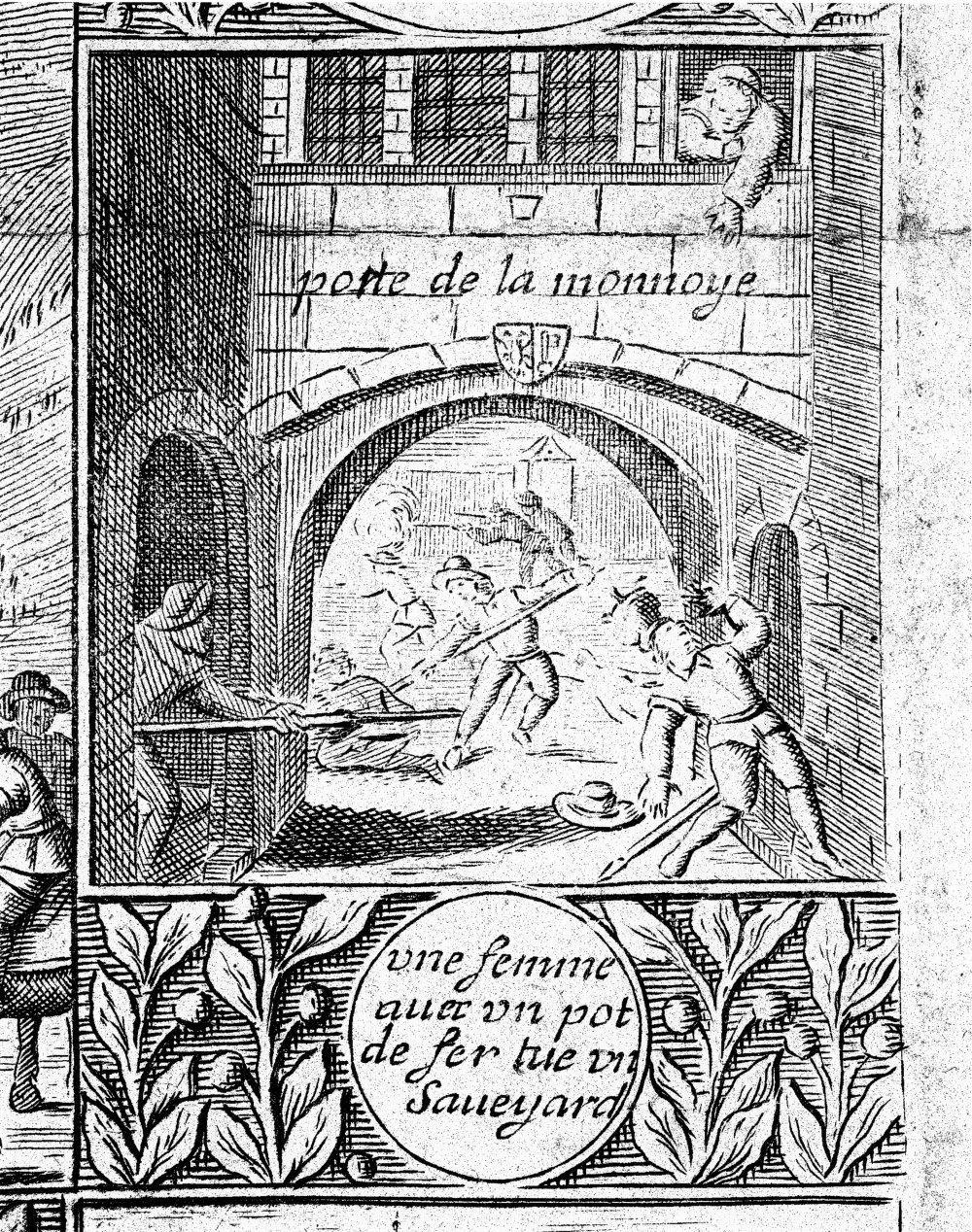
Historische Darstellung der Escalade

Ausserhalb dieses Bannkreises steht das frostige allegorische Schauspiel L’ombre de Garnier Stoffacher (1584), wohl die älteste Version des Tellschusses, und die zahlreichen Reimereien, die an die berühmte Escalade de Genève (1602) anknüpfen; Samuel Chappuzeaus Drama Genève délivrée (1662) ist wohl noch die erträglichste. Den tapfern Hugenotten Théodore Agrippa d’Aubigné mochten die Schweizer gern zu den ihrigen rechnen, weil er seine Jugendzeit und die letzten Jahre seines Lebens (1620–1630) in Genf zubrachte; allein seine dichterische Tätigkeit, besonders seine kraftvollen Tragiques, gehören unzweifelhaft Frankreich an.
Inzwischen hatten die Reformatoren, ihrem Prinzip getreu, überall Schulen eingerichtet, in den Dörfern Elementarschulen, in den Städten Lateinschulen, auch die Académie de Lausanne. Aber der Zuzug von Fremden hatte bedeutend abgenommen; die Refugiés und die Humanisten wandten sich vorzugsweise nach Holland und machten dies Land zum Mittelpunkt ihrer literarischen Tätigkeit.

## Das 17. und das 18. Jahrhundert

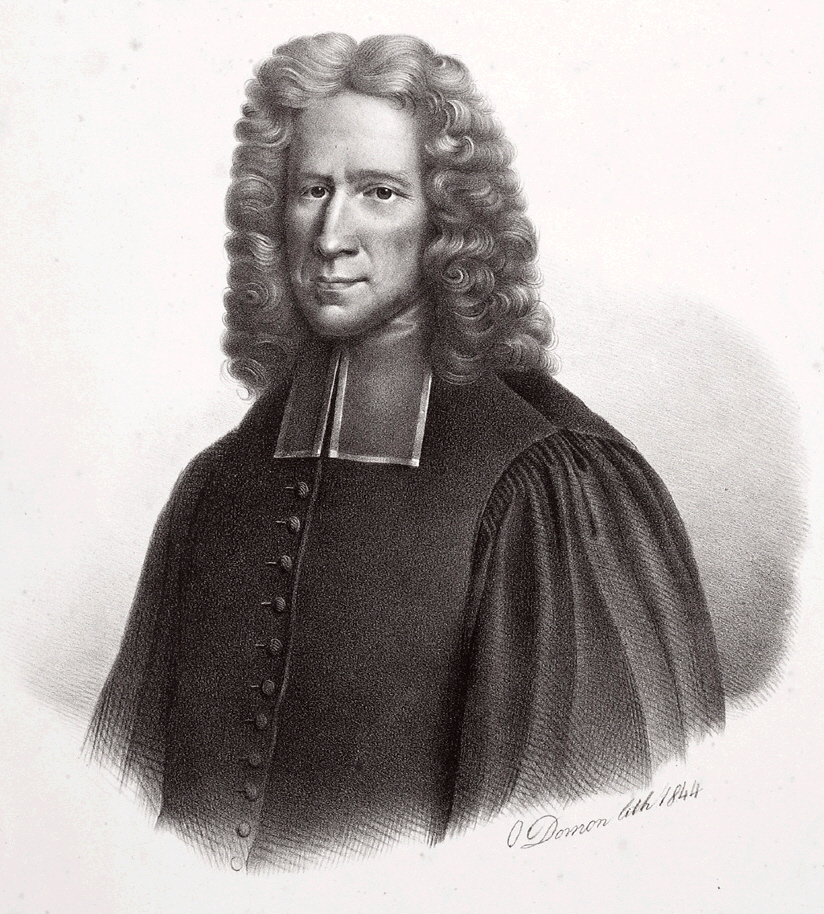
Jean Frédéric Ostervald

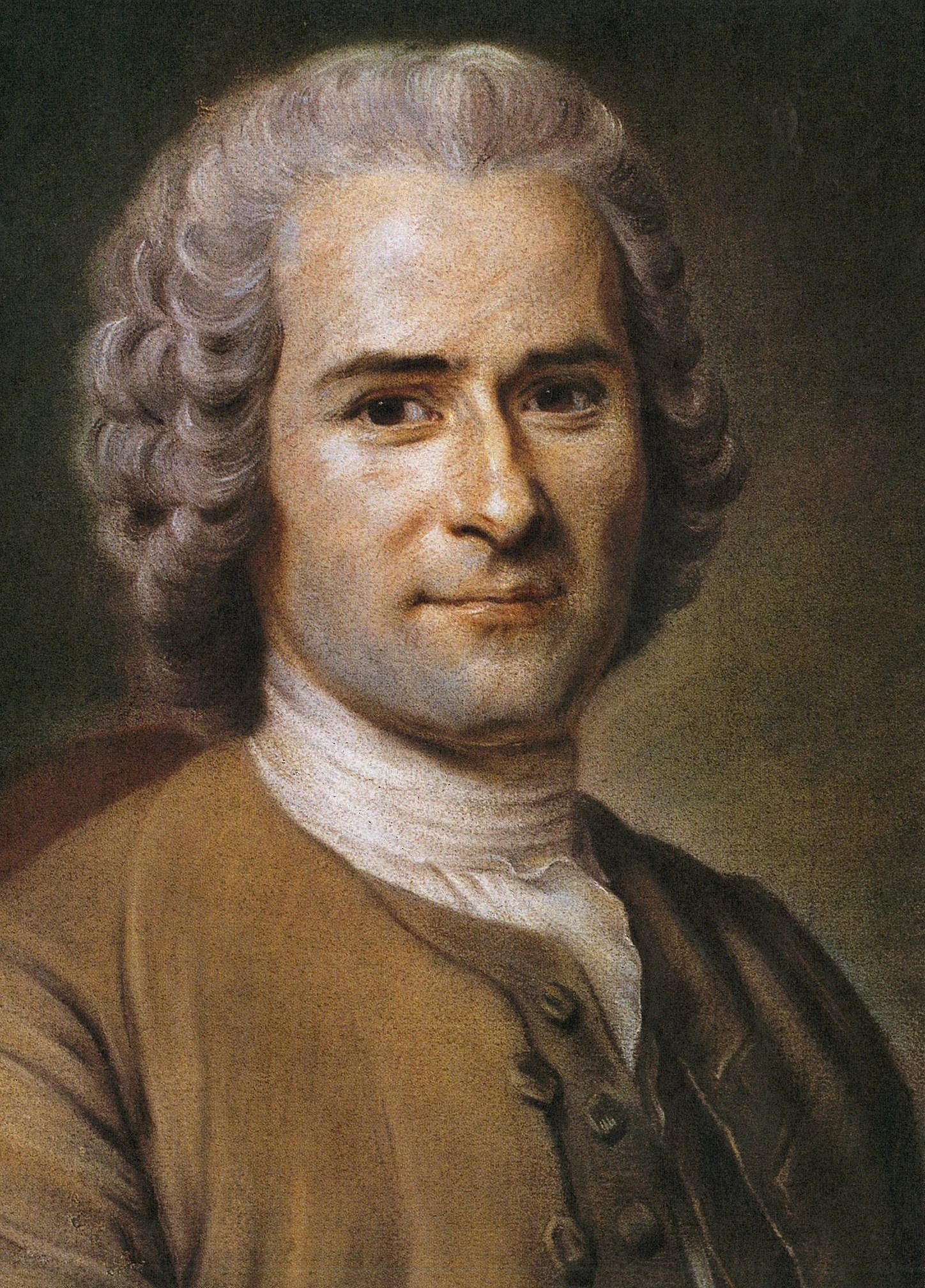
Jean-Jacques Rousseau

Das 17. Jahrhundert bedeutet einen Stillstand in der geistigen Entwicklung der französischsprachigen Schweiz. Der Widerruf des Edikts von Nantes im Jahre 1685 brachte neues Blut nach Genf; diesmal hatten die Naturwissenschaften und die Mathematik am meisten Vorteil davon. Auch die Opposition gegen den Calvinismus wurde starker und nachhaltiger; während noch 100 Jahre früher Sebastian Castellio, ein Gegner der Prädestinationslehre und Apostel der Toleranz (Conseil à la France désolée), in die Verbannung gehen musste, wurde jetzt unter dem Einfluss Jean-Alphonse Turrettinis, Professors der Kirchengeschichte seit 1694, und seines Freundes Jean Frédéric Ostervald, Verfassers des grossen Katechismus und einer weitverbreiteten Bibelübersetzung (1744), die Praxis der Genfer Kirche milder und toleranter, und es konnte sich im Anschluss an den von Deutschland herübergekommenen Pietismus ein liberaler Protestantismus entwickeln, der in Marie Huber († 1753) und in Béat de Muralt († 1749) seine Hauptvertreter sand. Muralt ist zugleich der bemerkenswerteste Schriftsteller jener Zeit; seine Lettres sur les Anglais et les Francais können die würdigen Vorläufer der Lettres persanes von Montesquieu und der Lettres anglaises von Voltaire genannt werden. Viel schroffer standen sich die politischen und sozialen Parteien gegenüber, die Négatifs, Représentants und Natifs; ihre Zwistigkeiten nahmen oft einen blutigen Ausgang und konnten zum Teil nur mit Hilfe des Auslandes beigelegt werden. Daraus erklärt sich auch die Unmasse von politischen Schriften, Satiren und Liedern, die in dieser Zeit entstanden sind, deren Interesse aber naturgemäss mit ihr vergangen ist.

### Voltaire

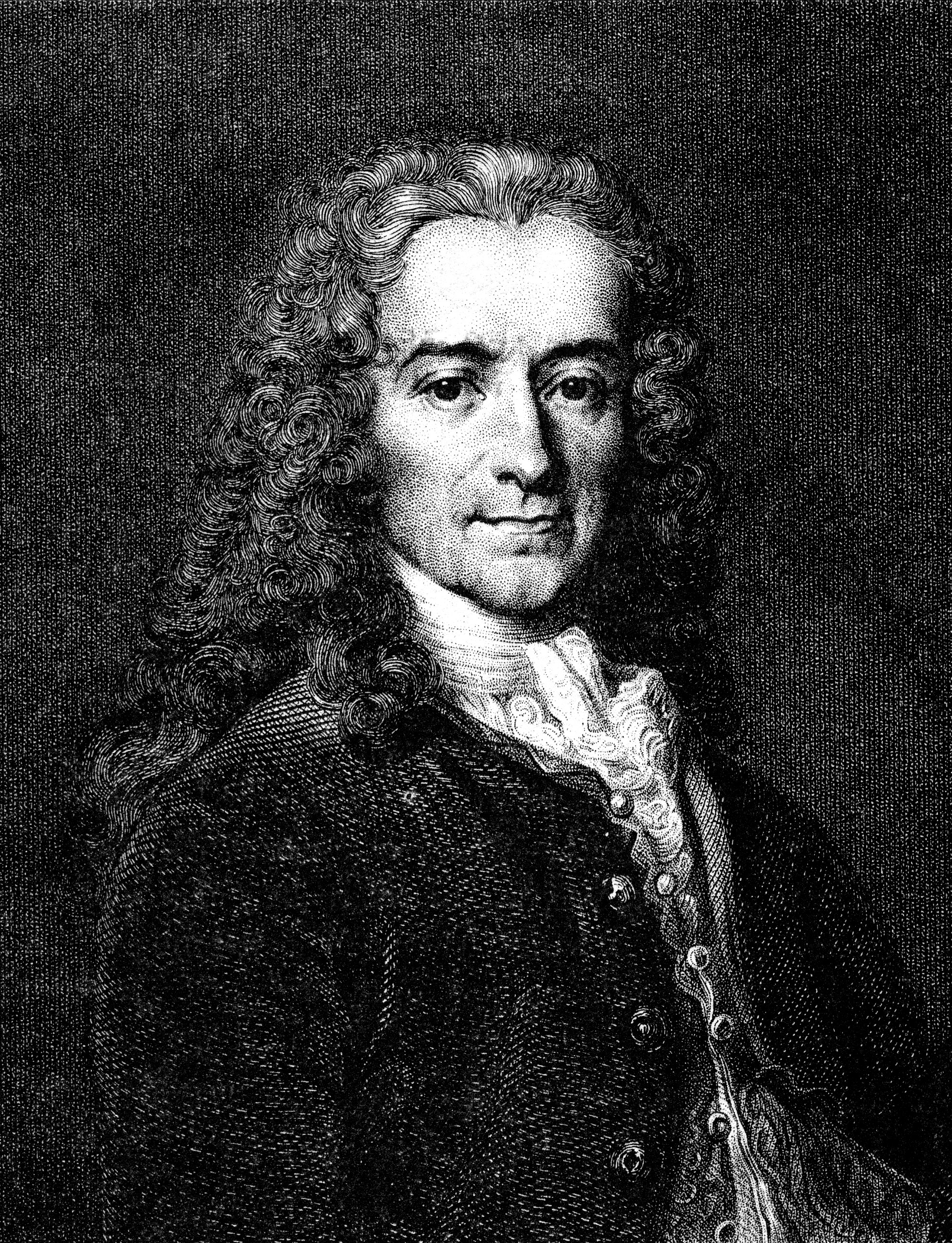
Voltaire

Von entscheidende Einfluss auf die geistige und moralische Entwicklung der französischsprachigen Schweiz war der Aufenthalt Voltaires. Im Dezember 1754 liess er sich in der Nähe von Genf nieder, teils von der schönen Natur, teils von den vorzüglichen Druckereien angelockt, in denen damals so manche epochemachenden Werke gedruckt wurden, trat alsbald in lebhaften Verkehr mit einigen angesehenen Familien, so mit den Pastoren Vernet und Vernes, dem berühmten Arzt Théodore Tronchin nebst seinen zwei Brüdern, dem Professor Pictet, und bezauberte alle durch seine Liebenswürdigkeit; als er aber versuchte, seine Zaire auszuführen, stiess er auf den hartnäckigen Widerspruch des Konsistoriums; schon seit Calvins Zeiten waren dramatische Aufführungen, ausser etwa geistlichen, nicht mehr geduldet und selbst Privataufführungen bestraft worden.
In seiner Eitelkeit verletzt, wandte er sich nach Lausanne und fand dort besseres Entgegenkommen, besonders bei den Frauen; auch die Pastoren scheuten sich nicht, den Gesellschaften und Aufführungen des geistreichen Spötters beizuwohnen. Nach Genf zurückgekehrt, beschloss er, sich an den Muckern zu rächen; einige bissige Artikel in der Encyclopédie und religionskritische Schriften, wie Poème sur le désastre de Lisbonne und später Candide, ou l’optimisme, reizten die Angegriffenen zu heftigen Erwiderungen; und um seine Gegner an der empfindlichsten Stelle zu treffen, liess er auf seinem Landgut Ferney an der Grenze des Genfer Gebiets einen Theatersaal erbauen und dort seine Dramen (unter anderem Tancrède) aufführen, wozu wieder die Genfer Gesellschaft Schauspieler und Publikum stellte.

### Rousseau
Auch Jean-Jacques Rousseau, Genfs grösster Bürger, griff in den Streit ein; hatte Voltaire Beziehungen zu der regierenden Klasse und zahlreiche Anhänger unter den Natifs, so hielt sich der demokratische Rousseau zu den Représentants, in deren Sinne er auch gegen Voltaire die Lettres sur les spectacles schrieb. Mit dem Rate der Stadt aber hatten es beide verdorben: der liess sowohl den Candide als den Émile verbrennen und Julie oder Die neue Heloise als unmoralisch verbieten. Rousseau suchte sich zwar mit den Lettres de la Montagne zu rechtfertigen, fachte damit aber den Streit erst recht an. Voltaire behielt doch das letzte Wort (mit Guerre civile de Genève), und 1782 wurde nach wiederholter Intervention des französischen Gesandten eine Schauspielertruppe in Genf eingeführt und ein steinernes Theater erbaut; die ersten Direktoren waren Fabre d’Eglantine und Collot d’Herbois.

## Aufschwung der Naturwissenschaften

### Genf

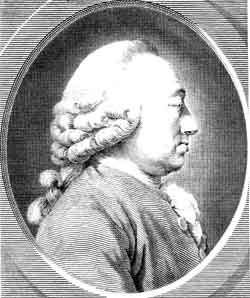
Charles Bonnet

Einen glänzenden Aufschwung hatten die Naturwissenschaften genommen. Männer wie Gabriel Cramer, Jean-Louis Calandrini, Jean Jallabert, De Luc, Marc-Auguste Pictet, besonders aber Charles Bonnet und sein berühmter Neffe Horace-Bénédict de Saussure zogen durch ihre Beobachtungen, Reisen und Forschungen die Augen von ganz Europa auf sich. Auch auf anderen Gebieten regte es sich: neben dem trefflichen Historiker Mallet muss der Bibliothekar Jean Senebier erwähnt werden, der mit grossem Fleiss, aber geringem Stilgefühl und wenig massvollem Urteil eine Literaturgeschichte von Genf schrieb.

### Bern
In Bern gab es damals einige ausgezeichnete Gelehrte, die sich der deutschen wie der französischen Sprache gleich gut bedienten und darum wohl hier genannt werden dürfen: Albrecht von Haller, Karl Viktor von Bonstetten, Sigmund Ludwig von Lerber, der sogar gute Verse machte, und der Amtmann Johann Rudolf von Sinner (1730–1787), der als Übersetzer, Sammler, Archäologe und Bibliophiler geschätzt war.

### Lausanne

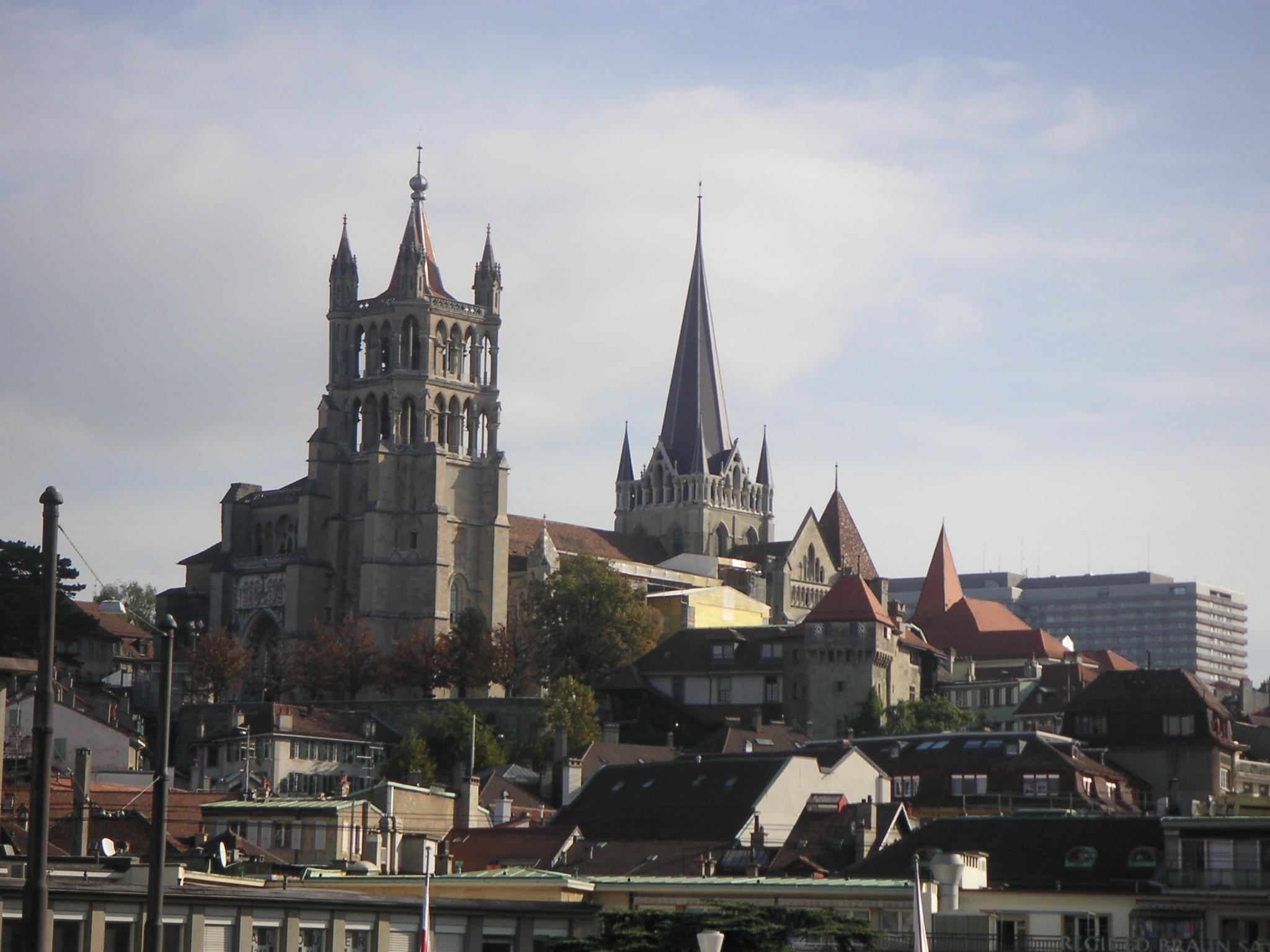
Die Kathedrale Notre-Dame in Lausanne

In Lausanne hatte der Voltairesche Geist am meisten gewirkt. Da die Abhängigkeit von Bern den Söhnen der vornehmen Familien die politische Laufbahn verschloss, so mussten sie, wenn sie Drang nach Tätigkeit empfanden, ausser Landes gehen, häufig als Erzieher hochstehender Persönlichkeiten. Diese mit ihren im Ausland gesammelten Erfahrungen, die Waadtländer mit ihrer Leichtlebigkeit und Liebenswürdigkeit, eingewanderte Franzosen und die zahlreichen Fremden, die von Jahr zu Jahr in immer grösseren Scharen die schönen Ufer des Sees aufsuchten, bildeten eine Art kosmopolitischer Gesellschaft, in der die geistreiche Geselligkeit der Pariser Salons mit Glück nachgeahmt wurde. Einer der interessantesten Gäste war der Engländer Edward Gibbon, der Hauptmagnet der berühmte Arzt Victor Tissot, dessen Avis au peuple de la santé in kurzer Zeit 15 Auflagen erlebte und in 17 Sprachen übersetzt wurde. Die Schriftstellerei wurde bei den Damen Modesache, seitdem Isabelle de Montolieu mit ihren Romanen und Übersetzungen viel Beifall gefunden hatte, besonders mit Caroline de Lichtfield (1786), noch dem geniessbarsten von allen, der auch ins Englische übersetzt wurde. Etwas höher stehen die Poésies helvétiennes des Dechanten Jean-Louis-Philippe Bridel, in denen schon hin und wieder nationaler Geist zu spüren ist. Allein es mangelt ihm an Präzision und Klarheit des Ausdrucks, und sein poetisches Gefühl ist nicht echt.

### Neuenburg

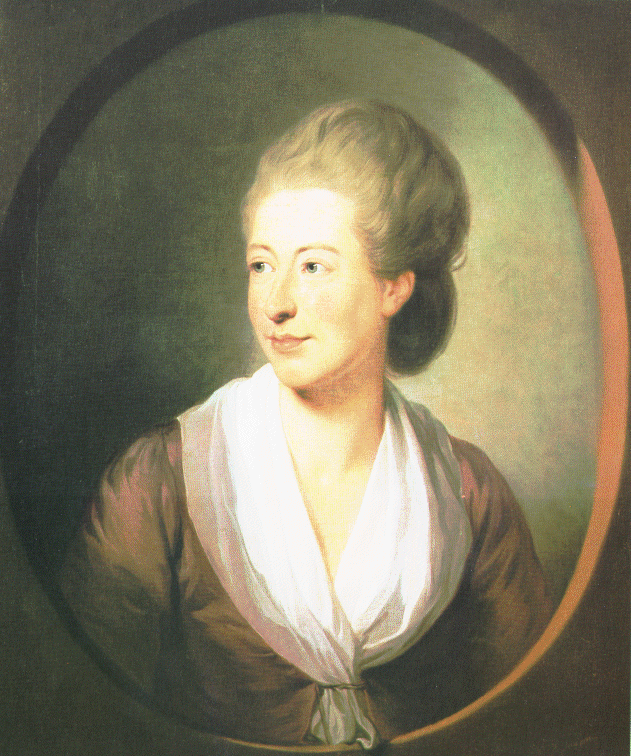
Isabelle de Charrière 1777

Auch in Neuenburg machte sich in jener Zeit geistiges Leben bemerkbar; hier war es Isabelle de Charrière, eine Holländerin von Geburt, die Verfasserin der Lettres neuchâteloises und Lettres de Lausanne (von Sainte-Beuve gelobt), und der treffliche Kritiker David Chaillet (im Mercure suisse), die einen kleinen, aber angeregten Kreis um sich versammelten, dem auch Benjamin Constant eine Zeit lang angehörte.

## Helvetik und Mediationszeit

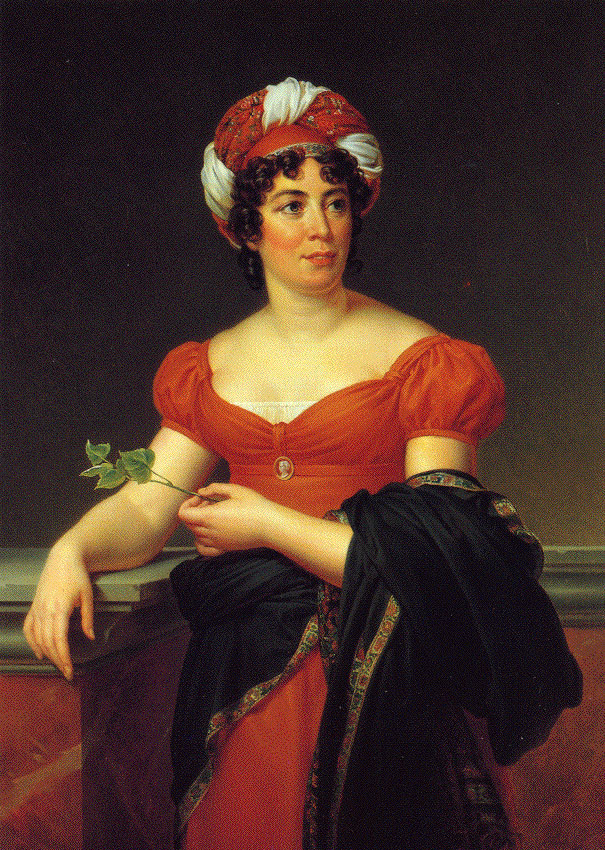
Anne Germaine de Staël

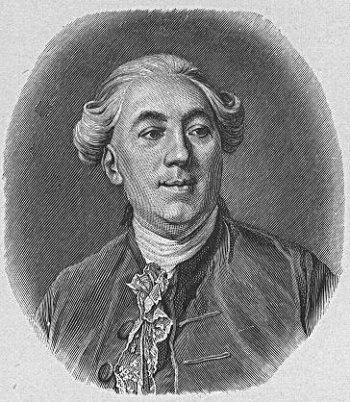
Jacques Necker

Während der französischen Revolution und des Kaiserreichs absorbierte Frankreich alle Interessen und Kräfte der Schweiz, zumal da die Proklamierung der Helvetischen Republik und die Mediationsakte sie eng mit dem Nachbarland verbanden. Von den Schweizern, welche in dieser Zeit politisch und literarisch für Frankreich tätig waren, sind zu nennen: der Bankier und Minister Jacques Necker, der Baron Peter Viktor von Besenval, den Sainte-Beuve neben Benjamin Constant den französischsten aller Schweizer nennt, die beiden Theologen Etienne Salomon Reybaz und Etienne Dumont, Freunde Mirabeaus, die ihm häufig die Konzepte zu seinen Reden lieferten, Benjamin Constant, der Freund von Germaine de Staël, General Antoine-Henri Jomini, der berühmte Militärschriftsteller.

### Germaine de Staël
Germaine de Staël war zwar in Paris geboren und in Geschmack und Gewohnheiten Französin, ihrer Natur nach aber eine Schweizerin, eine echte „Tochter“ Rousseaus und in Ideen und Gefühlen mehr germanischem Wesen sich zuneigend, und so ganz dazu geeignet, die Kulturmission der französischsprachigen Schweiz zu erfüllen, zwischen den germanischen und romanischen Völkern zu vermitteln. Dennoch wollte sie von der Schweiz nichts wissen, und der Aufenthalt in Coppet war für sie trotz der herrlichen Natur und der interessanten und glänzenden Gesellschaft, die sich dort zusammenfand, eine Strafe.

## Restauration in Genf

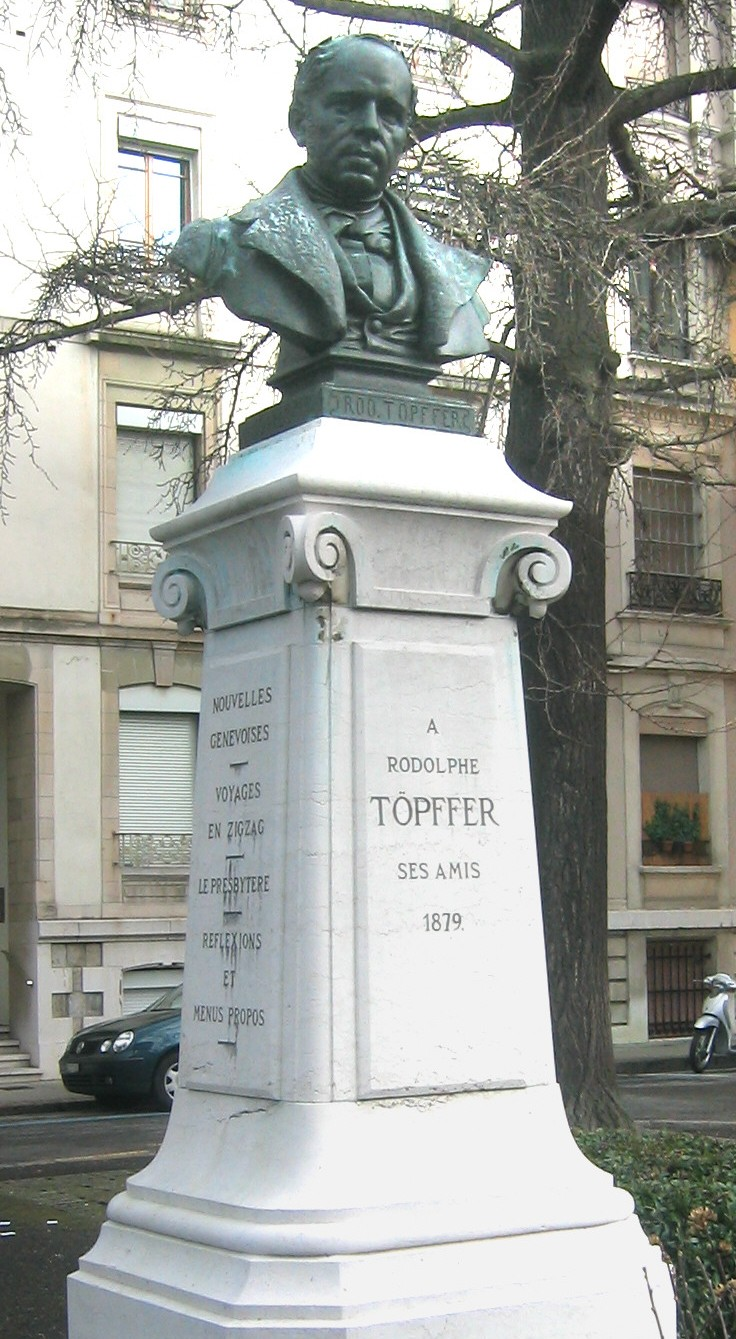
Das Denkmal für Rodolphe Töpffer in Genf

Mit der Loslösung der Schweiz von Frankreich (1814) erwachte neues geistiges Leben, vornehmlich in Genf; hier lebten und lehrten die Gebrüder Marc-Auguste Pictet und Charles Pictet de Rochemont, die 1796 die Bibliothèque britannique gegründet hatten, aus der die Bibliothèque universelle de Genève entstanden ist, der ernste Geschichtsschreiber Jean Charles Léonard Sismondi, der mit Corinna in Italien reiste, der Genfer Gesetzgeber Pierre-François Bellot, seit 1803 auch Bonstetten, der französischste aller Berner, der hier erst, wie er sagte, zu leben begann, und Madame Albertine Necker de Saussure, die Cousine Germaine de Staëls. Den Mittelpunkt bildete Augustin-Pyrame de Candolle, dessen umfangreiches Wissen und weltmännische Bildung eine grosse Anziehungskraft auf Einheimische und Fremde ausübten. Besondere Erwähnung verdient Rodolphe Töpffer (1799–1846), der heitere Moralist und geschickte Karikaturenzeichner, der Verfasser der Voyages en zigzag und der Nouvelles genevoises, der mit seinen Freunden den Courrier de Genève (1841) gründete. Das Journal de Genève entsprang 1826 einem Kreise von jungen Dichtern, die sich im Caveau genevois zusammenfanden und die politische Chansons pflegten; die hervorragendsten unter ihnen sind Chaponnière (1769–1856) und Gaudi-Lefort. Wie diese sich an Béranger anschlossen, so andere an Lamartine und Victor Hugo; manche von diesen starben in jungen Jahren oder gerieten in eine weichliche, verschwommene Richtung; der korrekteste und eleganteste ist Charles Didier (1805–1864), auch als Reisebeschreiber gelobt, der originellste Henri Blanvalet (1811–1870), der wie Louis Tournier hübsche Kinderlieder gedichtet hat. Albert Richard (1801–1881) gilt als der erste nationale Dichter; mit seinen von starker Begeisterung getragenen Schilderungen hervorragender Ereignisse aus der vaterländischen Geschichte hatte er grossartigen Erfolg bei der Jugend, geriet aber später in Vergessenheit.

## Regeneration

### Der Kreis um Petit-Senn in Genf

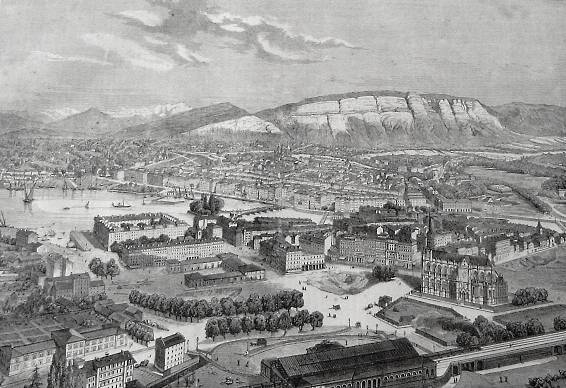
Genf um 1860

Ein Bindeglied zwischen dem alten und neuen Genf (der Scheidepunkt ist die Revolution von 1846, mit der ganz neue Männer zur Regierung kommen) ist der Dichter Jean-Antoine Petit-Senn (1792–1870); er hatte dem Caveau angehört, mit den Romantikern geschwärmt und von 1830 bis 1836 die Genfer mit seinem Witzblatt Le Fantasque erheitert. Seine gelungensten Gedichte sind die Humoreske La Miliciade auf die Genfer Stadtsoldaten und die geistvollen, vielleicht zu pointierten Lebensregeln: Bluettes et Boutades. Seinem gastfreundlichen Hause verdanken viele jüngere Kräfte Anregung und Förderung: der Fabeldichter Antoine Carteret (1813–1889), der Historiker Albert Rilliet de Candolle (1809–1883), der die Tell- und Rütlisage auf ihre Echtheit geprüft hat, Henri-Frédéric Amiel (1821–1880), der sinnige Dichter und Geschichtsschreiber der Genfer Akademie, und Marc Monnier (1829–1885), seit 1864 Professor der vergleichenden Literatur an der Genfer Universität, ein ungemein fruchtbarer Schriftsteller und gefühl- und formvoller Dichter, dessen ausgezeichnete Histoire générale de la littérature leider nur bis zum zweiten Bande gedieh.
Einer der hervorragendsten Dichter der neuen Schule war Philippe Godet (1850–1922), zugleich ein geistvoller Literarhistoriker und glänzender Redner; ausser verschiedenen Bänden eigner Poesien hat er die Gedichte des Freiburger Dichters Étienne Eggis und der Neuenburger Dichterin Alice de Chambrier herausgegeben.

### Lausanne

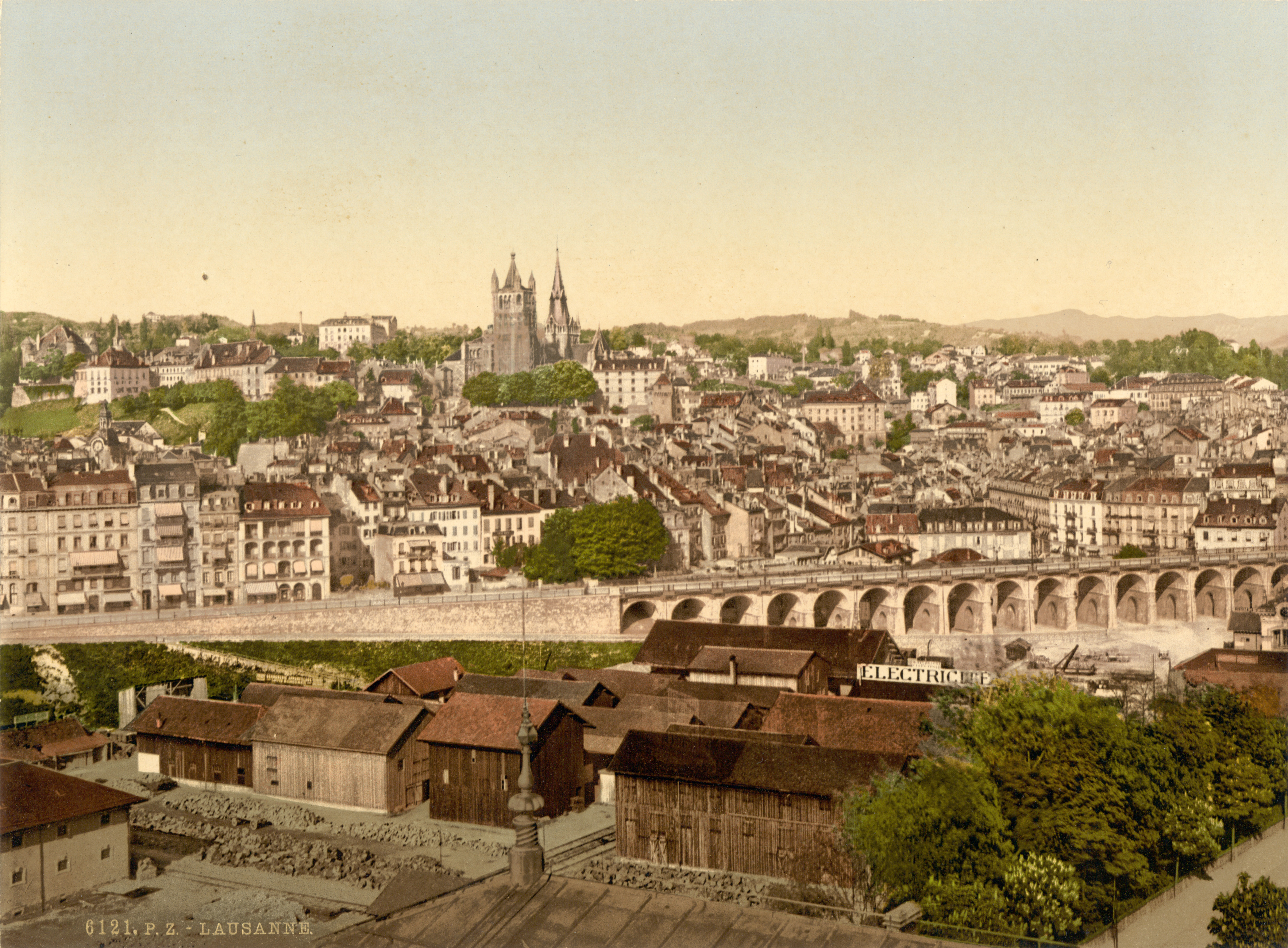
Lausanne um 1900

In Lausanne, wo bisher Fremde den Ton angegeben hatten, traten nun Einheimische an die Spitze der geistigen Bewegung; voran Alexandre Vinet (1797–1847), der treffliche Litterarhistoriker und Kritiker, der sympathische Prediger, der Vorkämpfer für Toleranz und Gewissensfreiheit und Dichter einiger schöner Kirchenlieder; dann der patriotische Dichter Juste Olivier (1807–1876), der 12 Jahre neben Vinet eine Geschichtsprofessur bekleidete und einen tiefgehenden Einfluss auf die studierende Jugend ausübte. Die Revolution von 1845 entsetzte beide ihrer Stellen; aber während jenen ein gütiges Geschick bald hinwegnahm, musste Olivier das bittere Brot der Verbannung essen und erleben, dass seine Landsleute ihn fast ganz vergassen. Von Paris aus schrieb er seine tiefempfundenen Chansons lointaines, aber weder diese, noch seine Romane, noch die Vorlesungen, die er nach seiner Rückkehr (1870) in Lausanne hielt, vermochten die Teilnahme der Menge zu wecken. Neben diesen sind zu erwähnen: Charles Monnard (1790–1865), der formvollendete politische Redner und Publizist, Jean-Jacques Porchat (1800–1864), der geist- und geschmackvolle Übersetzer von Horaz, Tibull und Goethe; der Historiker Louis Vuillemin (1797–1875), der Pastor von Vevey Alfred Cérésole (1842–1915), dessen Scènes vaudoises (1885) in waadtländischer Sprache geschrieben sind, Eugène Secrétan, der Verfasser der Galerie suisse (1875) und Präsident einer Gesellschaft, die sich die planmässige Ausgrabung der Ruinen von Aventicum zur Aufgabe macht, und Eugène Rambert (1830–1886), der Verfasser der Alpes suisses und vortrefflicher Essais und Biographien von Alexandre Vinet, Juste Olivier, Alexandre Calame und Emile Javelle.

### Neuenburg

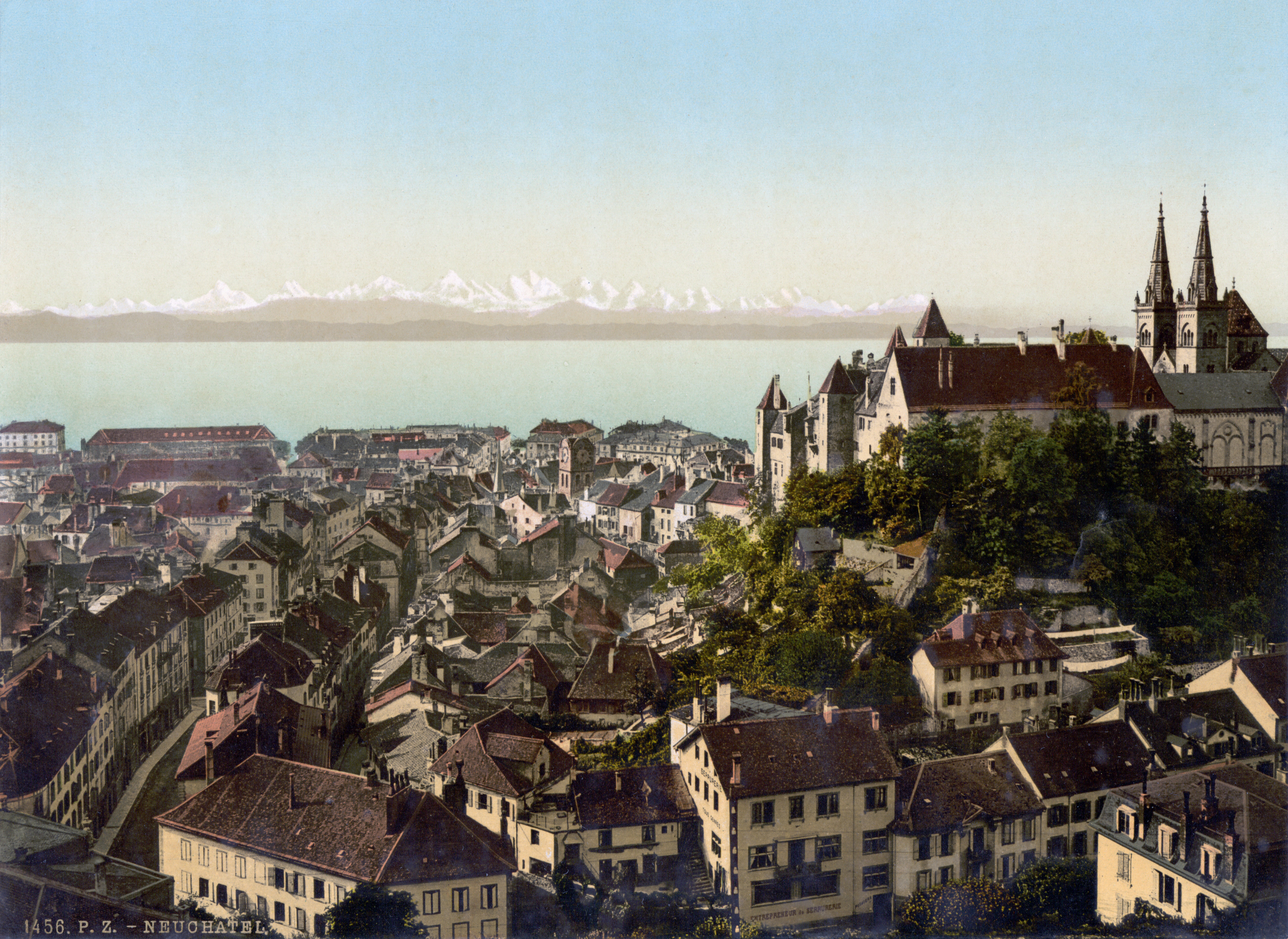
Blick über Neuenburg auf die Alpen, ca. 1890–1900

Wie die Revolution in Lausanne die Professoren in alle Winde zerstreute, so machte sie auch 1848 in Neuenburg der kurzen Blüte der Akademie (erst 1839 gegründet) ein jähes Ende. Hier hatte Olivier vor seiner Übersiedelung nach Lausanne gelehrt; vornehmlich aber blühten Geographie und Geologie; Männer, wie Louis Agassiz, der Begründer der Gletschertheorie, Pierre Jean Édouard Desor, sein Mitarbeiter und der Erforscher der Pfahlbauten und der Bronzezeit (1811–1882), Arnold Guyot (1807–1884), Frédéric de Rougemont (1808–1876), ein Schüler Carl Ritters und universaler Geist, dessen geographische Handbücher in fast alle europäischen Sprachen übersetzt worden sind, wirkten dort zusammen und fanden zum Teil nach der Revolution in der Neuen Welt eine zweite Heimat. Die schöngeistige Literatur war nur schwach vertreten: das Konsistorium übte eine zu strenge Zensur. 1883 tat sich eine Anzahl jüngerer Schweizer und französischer Schriftsteller zu dem Zweck zusammen, die literarische Annäherung beider Länder zu fördern; ihr Organ war die Revue suisse romande und ihr Haupt Adolphe Ribaux (1864–1915), der einige Bände Poésies veröffentlichte. Ungewöhnliches Aufsehen riefen damals die hinterlassenen Gedichte einer mit 21 Jahren verstorbenen jungen Frau, Alice de Chambrier (1861–1882), hervor, die von Philippe Godet unter dem Titel Au delà veröffentlicht wurden und in kurzer Zeit vier Auflagen erlebten; es werden ihnen Gedankentiefe, elegante Form und energischer Stil sowie vollständiger Mangel an verschwommener Sentimentalität nachgerühmt.

## Die katholische Westschweiz

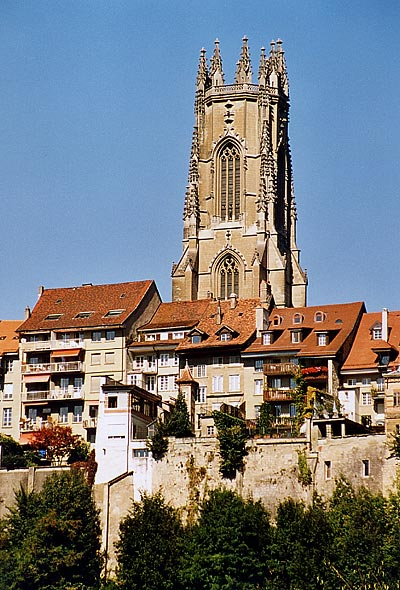
Die Kathedrale Sankt Nikolaus in Freiburg

Der katholische Teil der französischsprachigen Schweiz, Freiburg und Wallis, spielte literarisch bis zum Ende des 19. Jahrhunderts nur eine untergeordnete Rolle. In Freiburg wirkte in der ersten Hälfte dieses Jahrhunderts der Jesuit Jean Baptiste Girard, ein liberaler und vorurteilsfreier Mann, der durch seine praktische und theoretische Pädagogik sich die allgemeine Anerkennung erwarb und für seinen Cours de langue den grossen Preis Monthyon erhielt. 1841 wurde die Zeitschrift L’Émulation gegründet, die für den katholischen Teil der Schweiz das war, was die Revue suisse (gegründet 1838, 1861 verschmolzen mit der Bibliothèque universelle) für den protestantischen. Erwähnenswert sind weiter Pierre Sciobéret (1830–1876), ein guter Märchenerzähler, dessen Scènes de la vie champêtre in zwei Bänden von Ayer (1882 und 1884) veröffentlicht wurden, und Etienne Eggis (1830–1867), ein phantasievoller, graziöser Dichter, der wie ein Barde Deutschland durchwanderte und Gedichte in der Art deutscher Burschenlieder verfasste (Poésies, 1885 hrsg. von Philippe Godet).

## 20. und 21. Jahrhundert
Im 20. Jahrhundert brachte die Literatur im französischen Sprachraum der Schweiz die Dichter Gustave Roud, Edmond-Henri Crisinel, Philippe Jaccottet, Jean-Georges Lossier und Pericle Patocchi, der zwar aus dem Tessin stammte, sein ganzes lyrisches Werk jedoch auf Französisch schrieb, sowie Schriftsteller wie Charles Ferdinand Ramuz und Jacques Chessex hervor. Blaise Cendrars und Charles-Albert Cingria stammten ebenfalls aus der Schweiz.
Weitere bekannte Autoren waren S. Corinna Bille, Jean-Luc Benoziglio, Georges Borgeaud, Nicolas Bouvier, Maurice Chappaz, Pierre Chappuis, Jacques Chenevière, Albert Cohen, Anne Cuneo, Claude Delarue, Vahé Godel, Jeanne Hersch, Agota Kristof, Monique Laederach, Jacques Mercanton, Jean-Pierre Monnier, Guy de Pourtalès, Alice Rivaz, Pierre-Alain Tâche, Robert de Traz und Yvette Z’Graggen.
Zu den Autoren des 20. und 21. Jahrhunderts zählen Étienne Barilier, Alain de Botton, Markus Hediger, Élisabeth Horem, Pascale Kramer, Claire Krähenbühl, Yves Laplace, Daniel de Roulet, Olivier Sillig, Marie-Jeanne Urech und Alexandre Voisard.
Die Romane von Joël Dicker wurden in über 40 Sprachen übersetzt und in Millionenauflagen verkauft.